# Ламиданда (аэропорт)
Аэропорт Ламиданда (англ. Lamidanda Airport), (ИАТА: LDN, ИКАО: VNLD) — непальский аэропорт, обслуживающий коммерческие авиаперевозки посёлка Ламиданда (район Кхотанг, Сагарматха).

## Общие сведения
Аэропорт расположен на высоте 1250 метров над уровнем моря и эксплуатирует одну взлётно-посадочную полосу размерами 518х30 метров с грунтовым покрытием.

## Авиапроисшествия и инциденты
- 15 декабря 2010 года. DHC-6 Twin Otter (регистрационный 9N-AFX) авиакомпании Tara Air, выполнявший чартерный рейс из Ламиданды в Катманду, разбился сразу после взлёта из аэропорта Ламиданда. Погибли все 19 человек, находившиеся на борту лайнера[4].